# 北仑支线
北仑支线又名北仑铁路，是中国浙江省宁波市一条货运铁路线。线路起自萧甬铁路宁波站，利用1955年原萧穿铁路路基修筑而成，陈华至北仑港段为新建路段，终于北仑港站，全长35.4千米，初期设有宁波东、宝幢、大碶、北仑4座车站。于1983年12月25日开工:348:349-350，1985年12月25日开通运营:139。电气化改造、鄞州五乡段大碶至霞浦段高架化改造、道口平改立工程于2015年12月22日与穿山港支线同步开工，2018年12月25日五乡高架段试运营，2019年7月24日大碶站至北仑站改线段试运营，2019年12月26日与穿山港支线同步完工。

## 未来发展
未来，北仑支线将建设复线，工程西起邱隘站，经宝幢站，东至大碶站，将同步修建北仑支线与北环线上行联络线，改造邱隘站、宝幢站、大碶站，新建穿山港支线柴桥站，扩建穿山港站。工程于2023年7月4日开工建设。